# Hollanderwijk
De Hollanderwijk is een buurt in de wijk Huizum-West in de stad Leeuwarden, in de Nederlandse provincie Friesland. De buurt is sinds 2002 rijksmonument en sinds 2007 beschermd stadsgezicht. Het rijksmonument omvat de woningen en bouwblokken; het beschermd stadsgezicht gaat om de directe omgeving ervan. Architect van de wijk is W.C. de Groot.

## Ontstaan
Rond het jaar 1000 wordt de Middelzee omgeven door dijken (onder andere over de Schrans) en in de 13e eeuw wordt land gewonnen door lagere dijkjes op te werpen. Een van die dijkjes is het Hollanderdijkje. Aan deze dijk komt rond 1900 bebouwing. Sinds de industrialisatie is er een trek van het platteland naar de stad. Om die bewoners te voorzien in betere leefomstandigheden wordt Woningvereeniging Leeuwarden opgericht in 1905. Architect van de vereniging, W.C. de Groot, maakt in 1913 een eerste ontwerp voor het terrein langs het spoor en aan de Hollanderdijk. Als hij in 1914 met een ontwerp komt waarin het stratenplan speels wordt doorsneden door een slingerende straat wordt het plan aangenomen. In 1915 wordt de wijk opgeleverd.

## Renovatie
In de jaren 1980 worden aan de achterzijde van de woningen keukens en bergingen aangebouwd. Eveneens worden de woningen aan de Hollanderhof en de Simon de Vliegerstraat gesloopt en vervangen door nieuwbouw. Ook worden er verkeersmaatregelen getroffen door de wijk tot woonerf te bestempelen. De Wijnhornsterstraat wordt daarmee afgesloten voor het verkeer, in de Hollanderstraat worden verkeersdrempels aangebracht en op de Hollanderdijk verschijnen wegversmallingen.

## Kunstwerken
Als eerbetoon aan architect W.C. de Groot heeft beeldend kunstenaar en wijkbewoner Walter Baas een kunstwerk gemaakt. Bij de onthulling ervan is het plein waaraan het werk staat omgedoopt tot W.C. de Grootplein.
Bij binnenkomst van de wijk vanaf de Schrans stond sinds 1988 een bronzen beeld van de joodse koopvrouw Betje Cohen, gemaakt door kunstenares Karianne Krabbendam. Dit beeld is in 2021 om verkeerstechnische redenen verplaatst naar het Zuiderplein, hoek Willemskade.

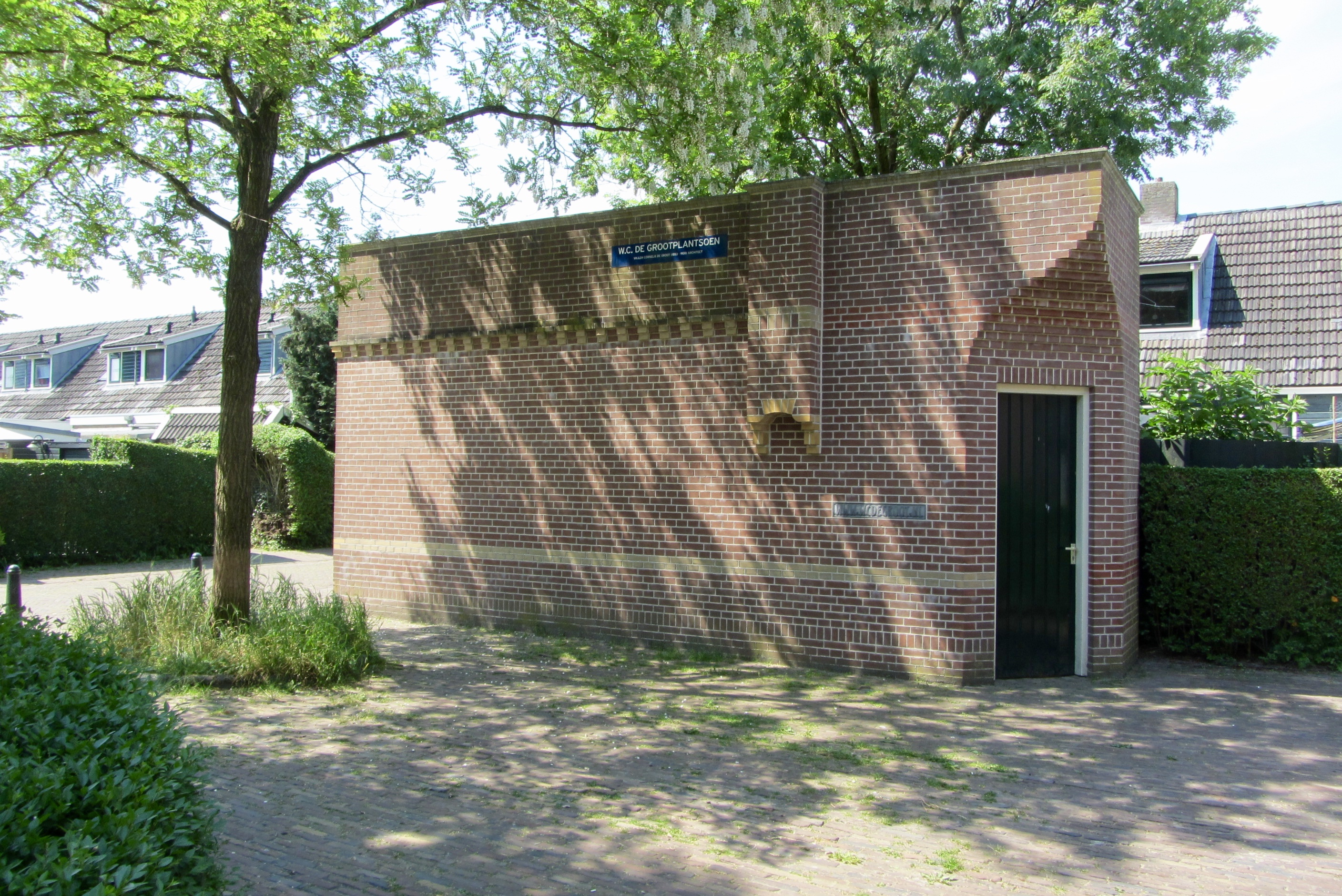
Monument voor W.C.de Groot
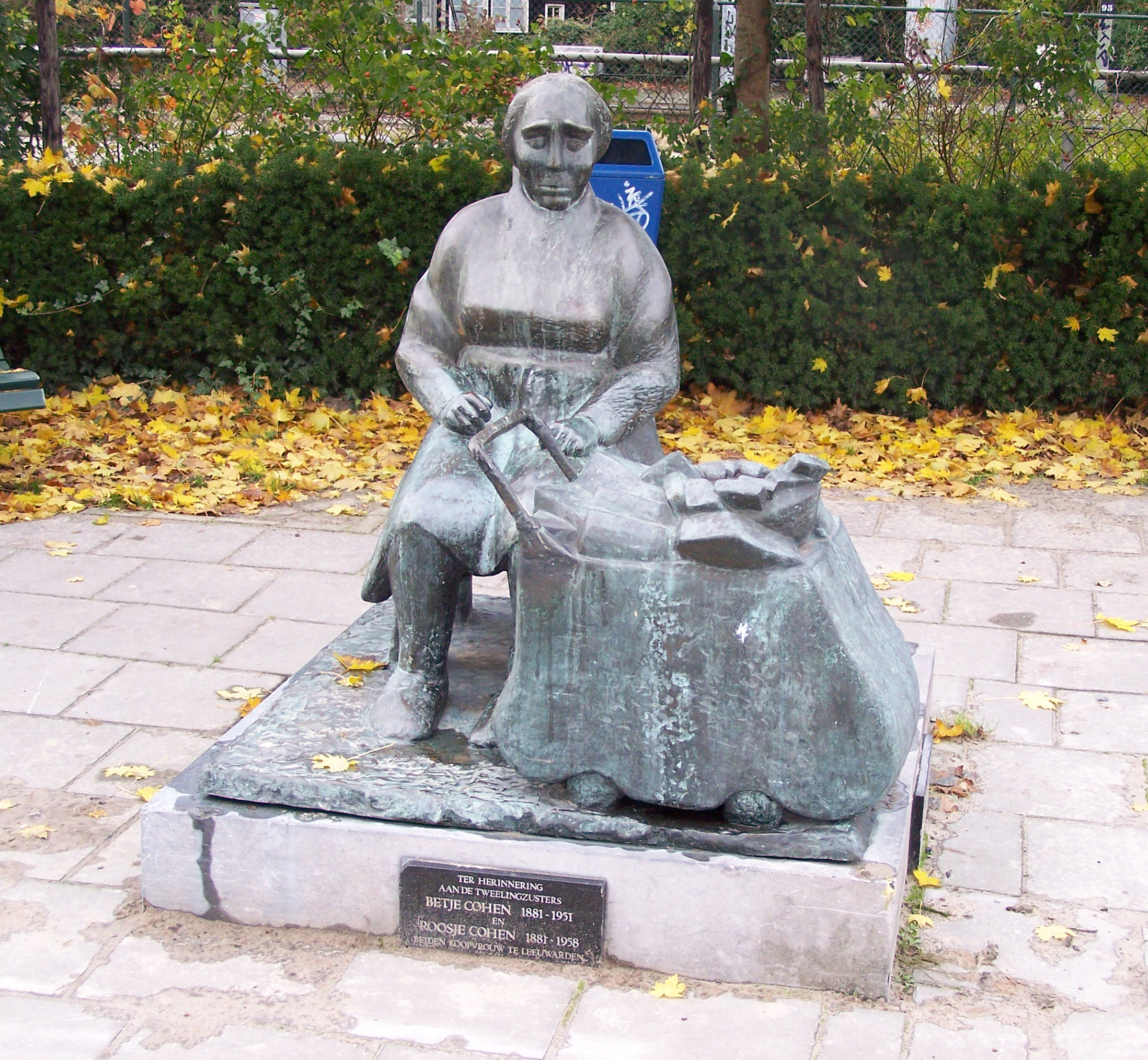
Monument voor Betje en Roosje Cohen door Karianne Krabbendam

Wijken: Aldlân & De Hemrik · Bilgaard & Havankpark e.o. · Binnenstad · Camminghaburen e.o.  · De Zuidlanden · Heechterp & Schieringen · Hempens/Teerns & Zuiderburen · Huizum-West · Middelsee · Nijlân & De Zwette · Oud-Oost · Potmargezone ·  Sonnenborgh e.o.  · Vossepark & Helicon · Vrijheidswijk · Westeinde e.o.

Voormalige wijken: Aldlân · Bedrijventerrein-Oost · Bedrijventerrein West · Camminghaburen · De Zwette · Grote Wielen & De Groene Ster · Huizum-Oost · Oldegalileën & Bloemenbuurt · Oranjewijk & Tulpenburg · Schieringen & De Centrale · Vlietzone · Tjerk Hiddes & Cambuursterhoek · Transvaalwijk & Rengerspark · Valeriuskwartier & Magere Weide · Vogelwijk & Muziekwijk

Buurten: Achter de Hoven · Aldlân-Oost · Aldlân-West · Barrahûs · Bilgaard · Blitsaerd · Bloemenbuurt · Blokhuisplein · Boksumerhoeke · Bonifatius ·  Buitengebied De Zwette · Buitengebied Noordwest · Buitengebied West · Cambuur · Cambuursterpad · Camminghaburen-Midden · -Noord · -Zuid · De Centrale · De Groene Ster · De Klamp · De Fellingen · De Waag · De Werp · De Zuidlanden · De Zwette I Harlingervaart ·  De Zwette II Zwettehaven ·  De Zwette III Schenkenschans · De Zwette IV Businesspark · De Zwette V  Newton · De Zwette VI Deinumerpolder · EnergieCampus Sylsterrak · Gerard Dou · Grote Kerkbuurt · Grote Wielen · Harlingervaart Noord · Havankpark · Havenstêd ·  Heechterp · Helicon · Hemrik · Hoek · Hollanderwijk · Huizum-Badweg · -Bornia · -Dorp · -Sixma · Indische buurt · Jan van Scorelbuurt · Julianapark · Magere Weide · Molenpad · Nieuwestad · Nijlân · Oldegalileën · Oldehove · Oranjewijk · Rapenburg · Rengerspark · Schepenbuurt · Schieringen · Snakkerburen · Sonnenborgh · Stationskwartier · Techum · Transvaalwijk · Tulpenburg · Valeriuskwartier · Vierhuisterweg e.o. · Vogelwijk · Vossepark · Welgelegen · Westeinde · Wetterstêd · Wiarda · Wielenpôlle · Zaailand · Zamenhofpark · Zeeheldenbuurt · Zuiderburen